# Donald B. Harden
Donald Benjamin Harden (* 8. Juli 1901 in Dublin; † 13. April 1994 in London) war ein britischer Archäologe mit dem Spezialgebiet römisches Glas.

## Leben
Donald Harden studierte von 1920 bis 1923 am Trinity College der University of Cambridge. Von 1924 bis 1926 lehrte er Latein an der University of Aberdeen, von 1926 bis 1928 forschte er an der University of Michigan in Ann Arbor. Ab 1929 arbeitete er am Department of Antiquities des Ashmolean Museum in Oxford, zunächst als Assistant Keepper, von 1945 bis 1956 als Keeper (Leiter) der Abteilung. Von 1956 bis zu seinem Ruhestand war er Direktor des London Museum bzw. des Museum of London.
1944 wurde er Fellow der Society of Antiquaries of London (FSA), 1987 Honorary Fellow der British Academy (FBA).
Hardens wissenschaftliches Spezialgebiet war das römische Glas.

## Veröffentlichungen (Auswahl)
- Roman Glass from Karanis found by the University of Michigan Archaeological Expedition in Egypt, 1924–29. University of Michigan Press, Ann Arbor 1936 (Dissertation).
- The Phoenicians. New York: Praeger, New York 1962.
- mit Hansgerd Hellenkemper, Kenneth Painter, David Whitehouse: Glass of the Caesars. Olivetti, Mailand 1987; dt. Glas der Caesaren. Olivetti, Mailand 1987.